# Secrétaire parlementaire du Trésor
Le secrétaire parlementaire du Trésor (en anglais : Parliamentary Secretary to the Treasury) est une position ministérielle dans le gouvernement britannique.
De nos jours, la position est rattachée au trésor de Sa Majesté, le titulaire étant généralement le « Chief Whip » à la Chambre des communes.

## Secrétaires parlementaires du Trésor, depuis 1830

### XIXesiècle
- Edward Ellice 1830–1832
- Thomas Spring Rice 1832–1834
- Charles Wood 1834
- George Clerk 1834–1835
- Francis Baring  1835–1839
- Edward Stanley 1839–1841
- Thomas Fremantle 1841–1844
- George Clerk 1844–1845
- John Young 1845–1846
- Henry Tufnell 1846–1850
- William Hayter 1850–1852
- William Forbes Mackenzie 1852
- William Hayter 1853–1858
- William Jolliffe 1858–1859
- Henry Brand 1859–1866
- Thomas Edward Taylor 1866–1868
- Gerard Noel 1868
- George Glyn 1868–1873
- Arthur Wellesley Peel 1873–1874
- William Hart Dyke 1874–1880
- Richard Grosvenor 1880–1885
- Aretas Akers-Douglas 1885–1886
- Arnold Morley 1886
- Aretas Akers-Douglas 1886–1892
- Edward Marjoribanks 1892–1894
- Thomas Edward Ellis 1894–1895
- William Walrond 1895–1902

### XXesiècle
- Alexander Acland-Hood 1902–1905
- George Whiteley 1905–1908
- Jack Pease 1908–1910
- Alexander Murray (1er baron Murray d'Elibank) 1910–1912
- Percy Illingworth 1912–1915
- John Gulland 1915
- Edmund Talbot 1915–1916 (Conservateur, conjointement)
- John Gulland 1915–1916 (Libéral, conjointement)
- Edmund Talbot 1916–1921 (Conservateur, conjointement)
- Neil Primrose 1916–1917 (Libéral, conjointement)
- Frederick Guest 1917–1921 (Libéral, conjointement)
- Leslie Wilson 1921–1922 (Conservateur, conjointement)
- Charles McCurdy 1921–1922 (Libéral, conjointement)
- Leslie Wilson 1922–1923
- Bolton Eyres-Monsell 1923–1924
- Ben Spoor 1924
- Bolton Eyres-Monsell 1924–1929
- Tom Kennedy 1929–1931
- David Margesson 1931–1940
- Charles Edwards 1940–1942 (Travailliste, conjointement)
- James Gray Stuart 1941–1945 (Conservateur, conjointement)
- William Whiteley 1942–1951 (Travailliste, conjointement jusqu'à 1945)
- Patrick Buchan-Hepburn 1951–1955
- Edward Heath 1955–1959
- Martin Redmayne 1959–1964
- Edward Short 1964–1966
- John Silkin 1966–1969
- Bob Mellish 1969–1970
- Francis Pym 1970–1973
- Humphrey Atkins 1973–1974
- Bob Mellish 1974–1976
- Michael Cocks 1976–1979
- Michael Jopling 1979–1983
- John Wakeham 1983–1987
- David Waddington 1987–1989
- Tim Renton 1989–1990
- Richard Ryder 1990–1995
- Alastair Goodlad 1995–1997
- Nick Brown 1997–1998
- Ann Taylor 1998–2001

### XXIesiècle
- Hilary Armstrong 2001–2006
- Jacqui Smith 2006–2007
- Geoff Hoon 2007–2008
- Nick Brown 2008–2010
- Patrick McLoughlin 2010–2012
- Andrew Mitchell sept.–oct. 2012
- George Young 2012–2014
- Michael Gove 2014–2015
- Mark Harper 2015–2016
- Gavin Williamson 2016–2017[2]
- Julian Smith 2017–2019
- Mark Spencer 2019–2022
- Chris Heaton-Harris 2022
- Wendy Morton sept. - oct. 2022
- Simon Hart 2022-2024
- Alan Campbell depuis 2024